# Eurajoki
Eurajoki (szw. Euraåminne) – gmina w Finlandii, położona w południowo-zachodniej części kraju, należąca do regionu Satakunta.